# Swing-producent
Een swing-producent is een monopolistische leverancier of oligopolistische groep van leveranciers van een commodity die in staat en bereid is om schommelingen in de vraag op te vangen door de productie en daarmee het aanbod aan te passen. Op die manier kunnen vraag en aanbod in balans worden gehouden, zodat er sprake is van prijsstabiliteit en de schommelingen in vraag niet tot uiting komen in prijsschommelingen.
Saoedi-Arabië is de wereldwijde swing-producent in olie, terwijl het aardgasveld van Slochteren die rol heeft gespeeld in gas in West-Europa. De Beers vervult die rol in diamant en Bolivia in het verleden voor tin.
Om goed te kunnen functioneren, lijkt elk kartel een swing-producent nodig te hebben. Om op lange termijn als swing-producent te kunnen optreden, moeten productiekosten laag liggen zodat een lage productie nog steeds lucratief is. Ook moet de dagelijks productie voldoende hoog zijn om de winstgevendheid van de swing-producer te garanderen. Op dit laatste vlak ging het in 1985 mis toen de olieproductie van Saoedi-Arabië dusdanig terugliep dat het land niet meer aan de financiële verplichtingen kon voldoen. Toen het eind 1985 dan ook de productie sterk opschroefde, volgde een scherpe daling van de olieprijs.